# Austrian Football League 1987
La Austrian Football League 1987 è stata la 3ª edizione del campionato austriaco di football americano di primo livello, organizzato dalla AFBÖ.
I dati noti sono molto incompleti.

## Squadre partecipanti
| Club             | Città      | Stadio | Sponsor ufficiale | Risultato nella stagione |
| ---------------- | ---------- | ------ | ----------------- | ------------------------ |
| Graz Giants      | Graz       |        |                   |                          |
| Innsbruck Eagles | Innsbruck  |        |                   |                          |
| Linz Rhinos      | Linz       |        |                   |                          |
| Montfort Hawks   | Feldkirch  |        |                   |                          |
| Salzburg Lions   | Salisburgo |        |                   |                          |
| Vienna Ramblocks | Vienna     |        |                   |                          |

## Stagione regolare

### Incontri
| 28 marzo 1987 | Salzburg Lions | ? – ? | Linz Rhinos |  |

| 1987 | Innsbruck Eagles | ? – ? | Salzburg Lions |  |

| 1987 | Graz Giants | v – p | Salzburg Lions |  |

| 1987 | Montfort Hawks | ? – ? | Salzburg Lions |  |

| 1987 | Salzburg Lions | ? – ? | Innsbruck Eagles |  |

| 1987 | Salzburg Lions | p – v | Graz Giants |  |

| 1987 | Salzburg Lions | ? – ? | Montfort Hawks |  |

| 1987 | Salzburg Lions | ? – ? | Vienna Ramblocks |  |

| 1987 | Vienna Ramblocks | ? – ? | Salzburg Lions |  |

| 1987 | Linz Rhinos | ? – ? | Salzburg Lions |  |

| 1987 | Innsbruck Eagles | p – v | Graz Giants |  |

| 1987 | Innsbruck Eagles | ? – ? | Montfort Hawks |  |

| 1987 | Innsbruck Eagles | ? – ? | Vienna Ramblocks |  |

| 1987 | Innsbruck Eagles | ? – ? | Linz Rhinos |  |

| 1987 | Graz Giants | v – p | Innsbruck Eagles |  |

| 1987 | Montfort Hawks | ? – ? | Innsbruck Eagles |  |

| 1987 | Vienna Ramblocks | ? – ? | Innsbruck Eagles |  |

| 1987 | Linz Rhinos | ? – ? | Innsbruck Eagles |  |

| 1987 | Graz Giants | v – p | Montfort Hawks |  |

| 1987 | Graz Giants | ? – ? | Vienna Ramblocks |  |

| 1987 | Graz Giants | v – p | Linz Rhinos |  |

| 1987 | Montfort Hawks | p – v | Graz Giants |  |

| 1987 | Vienna Ramblocks | ? – ? | Graz Giants |  |

| 1987 | Linz Rhinos | p – v | Graz Giants |  |

| 1987 | Montfort Hawks | ? – ? | Vienna Ramblocks |  |

| 1987 | Montfort Hawks | ? – ? | Linz Rhinos |  |

| 1987 | Vienna Ramblocks | ? – ? | Montfort Hawks |  |

| 1987 | Linz Rhinos | ? – ? | Montfort Hawks |  |

| 1987 | Vienna Ramblocks | ? – ? | Linz Rhinos |  |

| 1987 | Linz Rhinos | ? – ? | Vienna Ramblocks |  |

### Classifica
La classifica della regular season è la seguente:
- PCT = percentuale di vittorie, G = partite giocate, V = partite vinte,  P = partite perse, PF = punti fatti, PS = punti subiti

| Pos. | Squadra          | PCT  | G  | V | N | P | PF | PS |
| ---- | ---------------- | ---- | -- | - | - | - | -- | -- |
| 1    | Graz Giants      | .900 | 10 | 9 | 0 | 1 | ?  | ?  |
| 2    | Salzburg Lions   | .600 | 10 | 6 | 0 | 4 | ?  | ?  |
| 3    | Montfort Hawks   | ?    | 10 | ? | ? | ? | ?  | ?  |
| 4    | Linz Rhinos      | .500 | 10 | 5 | 0 | 5 | ?  | ?  |
| 5    | Vienna Ramblocks | .500 | 10 | 5 | 0 | 5 | ?  | ?  |
| 6    | Innsbruck Eagles | ?    | 10 | ? | ? | ? | ?  | ?  |

## Playoff

### Tabellone
|  | Semifinali | Semifinali     | Semifinali |                |   | Austrian Bowl III | Austrian Bowl III | Austrian Bowl III |  |
|  |            |                |            |                |   |                   |                   |                   |  |
|  | 1          | Graz Giants    | 33         |                |   |                   |                   |                   |  |
|  | 1          | Graz Giants    | 33         |                |   |                   |                   |                   |  |
|  | 4          | Linz Rhinos    | 7          |                |   |                   |                   |                   |  |
|  | 4          | Linz Rhinos    | 7          |                | 1 | Graz Giants       | 20                |                   |  |
|  |            |                |            |                | 1 | Graz Giants       | 20                |                   |  |
|  |            |                | 2          | Salzburg Lions | 0 |                   |                   |                   |  |
|  | 2          | Salzburg Lions | 2          | Salzburg Lions | 0 | 16                |                   |                   |  |
|  | 2          | Salzburg Lions |            |                |   |                   |                   |                   |  |
|  | 3          | Montfort Hawks | 13         |                |   |                   |                   |                   |  |

### Semifinali
| 1987 | Graz Giants | 33 – 7 | Linz Rhinos |  |

| 1987 | Salzburg Lions | 16 – 13 | Montfort Hawks |  |

### Austrian Bowl III
| Vienna 5 luglio 1987 | Graz Giants | 20 – 0 | Salzburg Lions | Schmelz Sportzentrum |

## Verdetti
- Graz Giants Campioni dell'Austria 1987